# Nicolaus Olahus
Nicolaus Olahus (Sibiu, 10 gennaio 1493 – Trnava, 15 gennaio 1568) è stato un arcivescovo cattolico e alchimista ungherese.

## Giovinezza
Suo padre Stefano (in rumeno: Ștefan), cognato di János Hunyadi, era di discendenza rumena da parte di padre; sua madre era Barbara Huszár (conosciuta anche come Császár).
La sua vita ci è arrivata attraverso le sue note autobiografiche e la corrispondenza. Dopo aver studiato alla scuola del capitolo di Gran Varadino dal 1505 al 1512, divenne un paggio presso la corte di Ladislao II, ma dopo poco scelse la carriera ecclesiastica, e fu ordinato sacerdote nel 1516 o nel 1518.
Mentre svolgeva le mansioni di segretario di Georg Szatmáry, vescovo di Pécs, divenne canonico di quel capitolo, successivamente di Esztergom, e nel 1522 divenne arcidiacono di Komárom. Nel 1526, divenne segretario di re Luigi II, ma fu trasferito al servizio di Maria di Asburgo. Dopo la battaglia di Mohács e la morte di re Luigi, Olahus si unì alla fazione di re Ferdinando I, ma mantenne la sua posizione con la Regina vedova.

## Incarichi istituzionali
Nel 1527 gli fu dato l'incarico di Custos del capitolo di Székesfehérvár, e accompagnò la regina vedova nel 1530 alla Dieta Imperiale di Augusta. Quando nel 1531 la regina divenne Governatore dei Paesi Bassi, andò con lei presso quello che oggi è il Belgio, dove rimase (tranne una breve interruzione nel 1539), fino al suo ritorno in Ungheria nel 1542. L'anno seguente fu nominato cancelliere reale e vescovo di Zagabria da re Ferdinando.
Nel 1548 divenne vescovo di Eger e nel 1533 arcivescovo di Esztergom. Come tale incoronò Massimiliano re di Ungheria e celebrò le esequie solenni di Ferdinando I nel 1563. Come arcivescovo di Esztergom, la sua attività prioritaria fu di mettere ordine nelle finanze e nel patrimonio dell'arcidiocesi. Applicò nuovamente lo Jus Piseti, cioè il diritto di supervisionare la zecca di Kremnica, grazie alla quale l'arcidiocesi poté godere di un'ampia rendita. A sue spese recuperò la prevosteria di Turiec e le proprietà della diocesi di Nitra. Come arcivescovo di Esztergom, Olahus mantenne la diocesi di Eger e, con l'assenso della Santa Sede, amministrò anche l'arcidiocesi di Kalocsa, vacante da vent'anni. Dopo la cattura di Esztergom da parte degli Ottomani, la nuova sede dell'arcivescovado fu trasferita a Trnava.

## Attività
Olahus fu molto attivo nella Controriforma; anche prima di diventare arcivescovo di Esztergom, fu uno zelante oppositore dei nuovi insegnamenti protestanti. Già prima della fine del Concilio di Trento promosse numerosi sinodi (1560, 1561, 1562, 1564, 1566) nella sua arcidiocesi, a cui sarebbe dovuto seguire un concilio provinciale. In qualità di primate d'Ungheria, si gettò con energia rinnovata nel grande conflitto, dedicandosi particolarmente alla purezza della fede cattolica, il ristabilimento della disciplina ecclesiastica, la riforma del clero e la fondazione di scuole nuove. In particolare, la sua attenzione fu attratta dalla città montane della Slovacchia.

## Successione apostolica
La successione apostolica è:
- Cardinale Antal Verancsics (1561)
- Vescovo Alvaro Magellano (1565)

## Opere
- Hungaria et Attila
- Nicolai Olahi metropolitae Strigoniensis Hungaria et Attila sive de originibus gentis regni Hungariae [...] emondato coniumctim editi
- Genesis filiorum Regis Ferdinandi
- Ephemerides
- Brevis descriptio vitæ Benedicti Zerchsky